# ام‌الحصم
ام‌الحصم (به عربی: أم الحصم) یک همسایگی در بحرین است که در استان عاصمه (بحرین) واقع شده‌است.